# Euthalia anosia
Euthalia anosia is een vlinder uit de onderfamilie Limenitidinae van de familie Nymphalidae. De wetenschappelijke naam van de soort is voor het eerst geldig gepubliceerd in 1857 door Frederic Moore.